# El Mehdi Sidqy
El Mehdi Sidqy (ar. المهدي صدقي, ur. 6 stycznia 1984 w Al-Muhammadijji) – marokański piłkarz występujący na pozycji obrońcy w tajlandzkim klubie Lampang F.C.
Zdobył Puchar Bahrajnu z Al-Shabab Club oraz Puchar Polski z Jagiellonią Białystok.

## Ekstraklasa
El Mehdi Sidqy w polskiej Ekstraklasie zadebiutował 6 marca 2010 roku, w spotkaniu 19. kolejki. Na boisku przebywał przez całe spotkanie, zaś jego Jagiellonia pokonała na wyjeździe Śląsk Wrocław 2:1.
16 lutego 2012 roku Marokańczyk rozwiązał za porozumieniem stron obowiązującą do czerwca 2013 roku umowę z białostockim klubem. W Jagiellonii Sidqy występował z numerem "14" na koszulce. W sierpniu 2012 roku podpisał roczny kontrakt z Piastem Gliwice.

## Sukcesy

### Al Shabab Club
- Puchar Bahrajnu: 2004

### Jagiellonia Białystok
- Puchar Polski: 2010